# Robert Silverberg
Robert Silverberg (15 de janeiro de 1935) é um escritor estadunidense, mais conhecido por seus trabalhos em ficção científica. Foi galardoado várias vezes com os prémios Hugo e Nebula.